# Bésayes
Bésayes település Franciaországban, Drôme megyében. Lakosainak száma 1309 fő (2022. január 1.). Bésayes Alixan, Barbières, Charpey, Chatuzange-le-Goubet, Marches és Saint-Vincent-la-Commanderie községekkel határos.

## Népesség
A település népességének változása:
| Lakosok száma | 520  | 718  | 762  | 985  | 1154 | 1189 | 1221 | 1250 | 1248 | 1309 |
|               | 1968 | 1982 | 1990 | 2006 | 2013 | 2015 | 2017 | 2019 | 2020 | 2022 |